# Florence Daoleuang
Florence Daoleuang (26 de octubre de 1984) es una deportista vanuatuense que compitió en judo. Ganó una medalla de plata en el Campeonato de Oceanía de Judo de 2018 en la categoría de –57 kg.

## Palmarés internacional
| Campeonato Panamericano | Campeonato Panamericano | Campeonato Panamericano | Campeonato Panamericano |
| Año                     | Lugar                   | Medalla                 | Categoría               |
| ----------------------- | ----------------------- | ----------------------- | ----------------------- |
| 2018                    | Numea (Francia)         | Medalla de plata        | –57 kg                  |